# Westfield (Wisconsin)
Westfield è un villaggio degli Stati Uniti d'America, situato in Wisconsin, nella contea di Marquette.